# Детская художественная школа

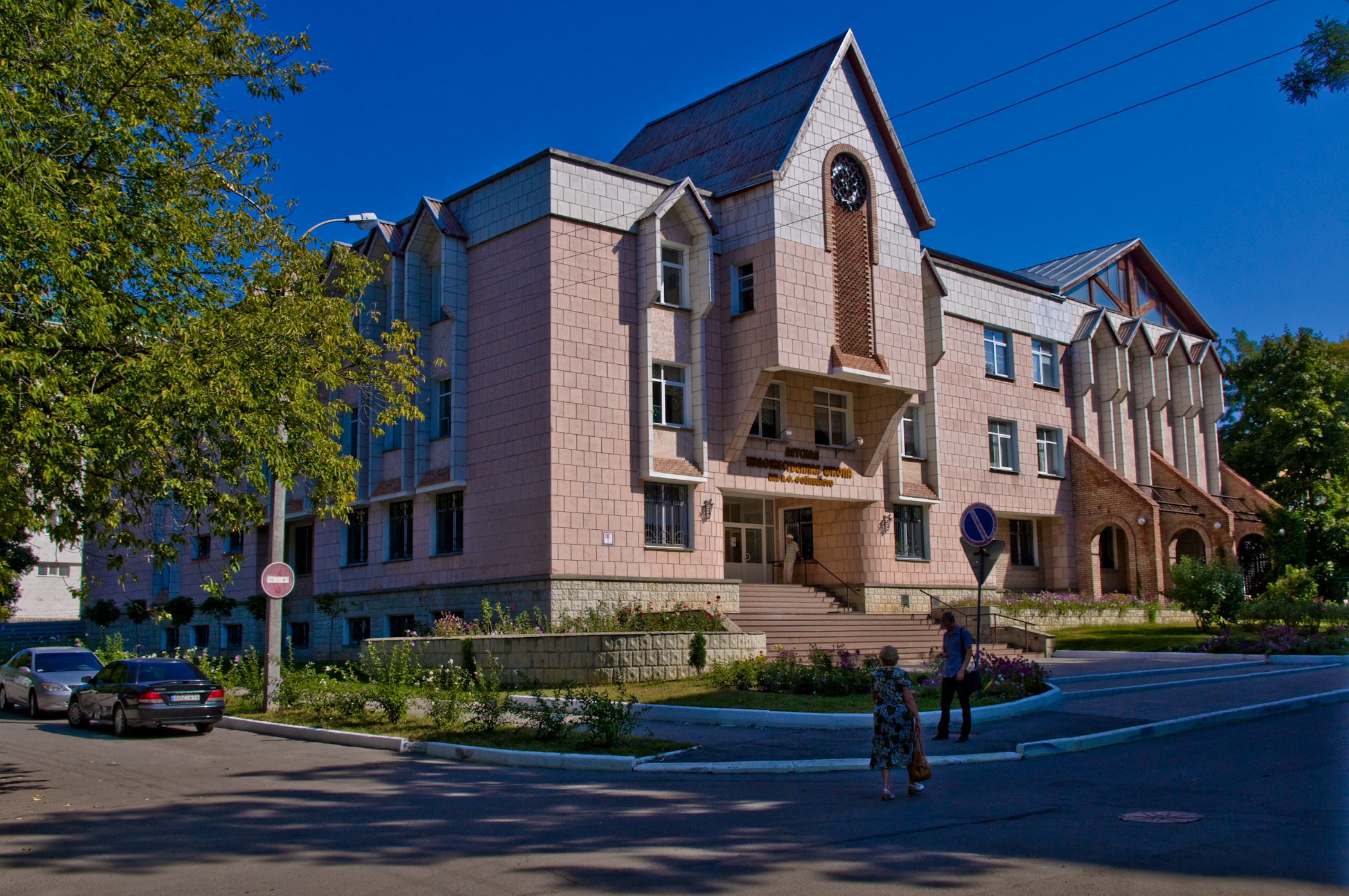
Школа в Тирасполе

Де́тская худо́жественная шко́ла (Худо́жка) — учреждение, дающее дополнительное художественное образование детям школьного возраста начиная с первого класса (на подготовительных классах). Стандартный срок обучения составляет 4-5 лет. Обучение, как правило, платное.
В детских художественных школах проводят уроки рисунка, живописи, композиции, станковой композиции, скульптуры, истории искусств, декоративно-прикладное искусство (ДПИ), обработки дерева, батика, уроки текстиля и другие. Нередко среди учеников проходят выставки, олимпиады и конкурсы, как внутришкольные, так и международные.
Иногда название «Художка» становится собственным и повсеместно используемым.